# Sol Schoenbach
Sol Schoenbach (1915-1999) est un bassoniste et pédagogue américain.

## Biographie
Solomon Israel Schoenbach naît le 15 mars 1915 à New York.
Il commence l'apprentissage du piano à cinq ans avant de se tourner vers le basson à dix ans. Diplômé de la Stuyvesant High School, il étudie ensuite à l'université de New York et à l'Institute of Musical Art (qui fusionnera plus tard avec la Juilliard School). Il est élève de Simon Kovar (en),.
Entre 1932 et 1937, Sol Schoenbach est membre du CBS Orchestra. De 1937 à 1957, il est basson solo à l'Orchestre de Philadelphie, période durant laquelle il fait également partie du Philadelphia Woodwind Quintet,. C'est lui qui joue le solo de basson du début du Sacre du printemps dans Fantasia (1940) de Disney.
De 1957 à 1981, il est directeur exécutif de la Settlement Music School (en),. Il est également président de l'International Double Reed Society (IDRS) de 1981 à 1984. Comme pédagogue, il enseigne notamment au Curtis Institute et au New England Conservatory of Music,.
Sol Schoenbach meurt le 25 février 1999 à Haverford (Pennsylvanie),.